# Горяева, Елена Игоревна
Еле́на И́горевна Вы́ходцева (Горя́ева) (10 марта 1973, Москва) — российская телеведущая, журналист, корреспондент. Ведущая программ «Вести» и «Вести-Москва».

## Биография
Родилась 10 марта 1973 года в Москве.
Отец — Горяев Игорь Евгеньевич — радиожурналист, работал в Иновещании Гостелерадио СССР в югославской редакции, переводчик с сербско-хорватского языка, мать — Горяева Татьяна Михайловна, бывший директор Российского государственного архива литературы и искусства, доктор исторических наук, руководитель проекта Дом текста при ГМИИ имени А. С. Пушкина.
В 1988-90 годы - участница литературного кружка писателя, педагога и журналиста Любови Рафаиловны Кабо.  Работать начала в 1990 году, сразу после окончания школы, референтом главной редакции информации и пропаганды Центрального радиовещания на зарубежные страны Гостелерадио СССР.
В 1996 году окончила Московский историко-архивный институт (МГИАИ), ныне — Российский государственный гуманитарный университет (РГГУ), по специальности «историк-архивист».
С января 1993 по апрель 1997 год работала корреспондентом на «Радио России».
С апреля 1997 по август 1999 год — специальный корреспондент «Вестей», автор и ведущая ежедневной рубрики «Вести с газетных полос».
С сентября 1999 года стала ведущей программы «Вести». В 2012 году — ведущая выпусков «Вестей» в 16:00 (позднее — в 17:00) в паре с Игорем Кожевиным.
С сентября 2004 по август 2005 года, с сентября 2008 по июль 2009 года и в 2012 году вела ночные выпуски «Вести+».
С июня 2012 по октябрь 2016 года вела программу «Вести-Москва».
С октября 2016 по февраль 2020 года вела программу «Вести в 20:00» (на Сибирь и Урал).
В 2003 году была участницей знаменитого приключенческого телешоу  «Форт Боярд» - в одной команде с актерами Дмитрием Дюжевым, Павлом Майковым и Екатериной Гусевой, и в 2004 году - телеигры «Пирамида» на канале Россия.
В феврале 2020 года, оказавшись в самом эпицентре мировой пандемии COVID-19 в Италии, из-за закрытия границ и полного прекращения авиасообщения, не смогла вернуться к работе ведущей программы «Вести». С марта по июнь  2020 года, в самые тяжёлые месяцы пандемии и жесткого локдауна в Европе, делала для «Вестей» специальные репортажи из Италии.

## Личная жизнь
В августе 2003 года на итальянском курорте Портофино познакомилась с юристом Массимо Мацца и уже в мае 2004 года в Москве вышла за него замуж.. В ноябре 2009 года в Милане у них родился сын Джанлука.